# Newport County A.F.C.
Newport County Association Football Club (walisisk: Clwb Pêl-droed Cymdeithas Sir Casnewydd) er en professionel fodboldklub i Newport, South Wales. Holdet spiller i 
League Two, det fjerde niveau i det engelske fodboldligaasystem. Klubbens hjemmefarver er ravfarvet trøjer og sorte shorts. Orange har også været brugt enkelte gange som hjemfarve i klubbens historie. 
Klubben blev dannet i 1912 og begyndte livet i Southern League før de blev inviteret til at blive en af grundlæggerne af Football League Third Division i 1920. De fik ikke genvalg i 1931, men blev valgt ind i Footbal League året efter. De kæmpede de næste par sæsoner, men vandt også Tredje Division Syd i 1938-39. Anden Verdenskrig betød, at de måtte vente til 1946-47-sæsonen med at spille i anden division, hvor de dog rykkede ud efter én sæson. De rykkede ud af tredje division i 1962, men under ledelse af Len Ashurst sikrede de sig oprykning fra fjerde division i 1979-80 og vandt også den walisiske cup for første gang denne sæson. De nåede kvartfinalen i UEFA Pokalvindernes Turnering det næste år, men fortsatte med at lide under økonomiske vanskeligheder i 1980'erne; en dobbelt nedrykning kostede dem deres Football League-plads i 1988 og klubben gik konkurs i februar 1989. 
Klubben blev gendannet, men var oprindeligt ude af stand til at spille på deres hjemmebane Somerton Park, så de fik kælenavnet "Exiles". De vandt straks Hellenic League i 1989-90 og rykkede op fra Southern League Midland Division i 1994-95. De spillede nu på Newport Stadium, men rykkede ud af Premier Division i 1997, før de igen rykkede op fra Midlands Division i 1998-99. De rykkede op i Conference South i 2004, og vandt rækken 2009-10 og efter at have flyttet ind i Rodney Parade i 2012, vendte de tilbage til Football League efter 24-års fravær, da da vandt Conference-playoff finalen i 2013 . 